# Dark Horse Comics

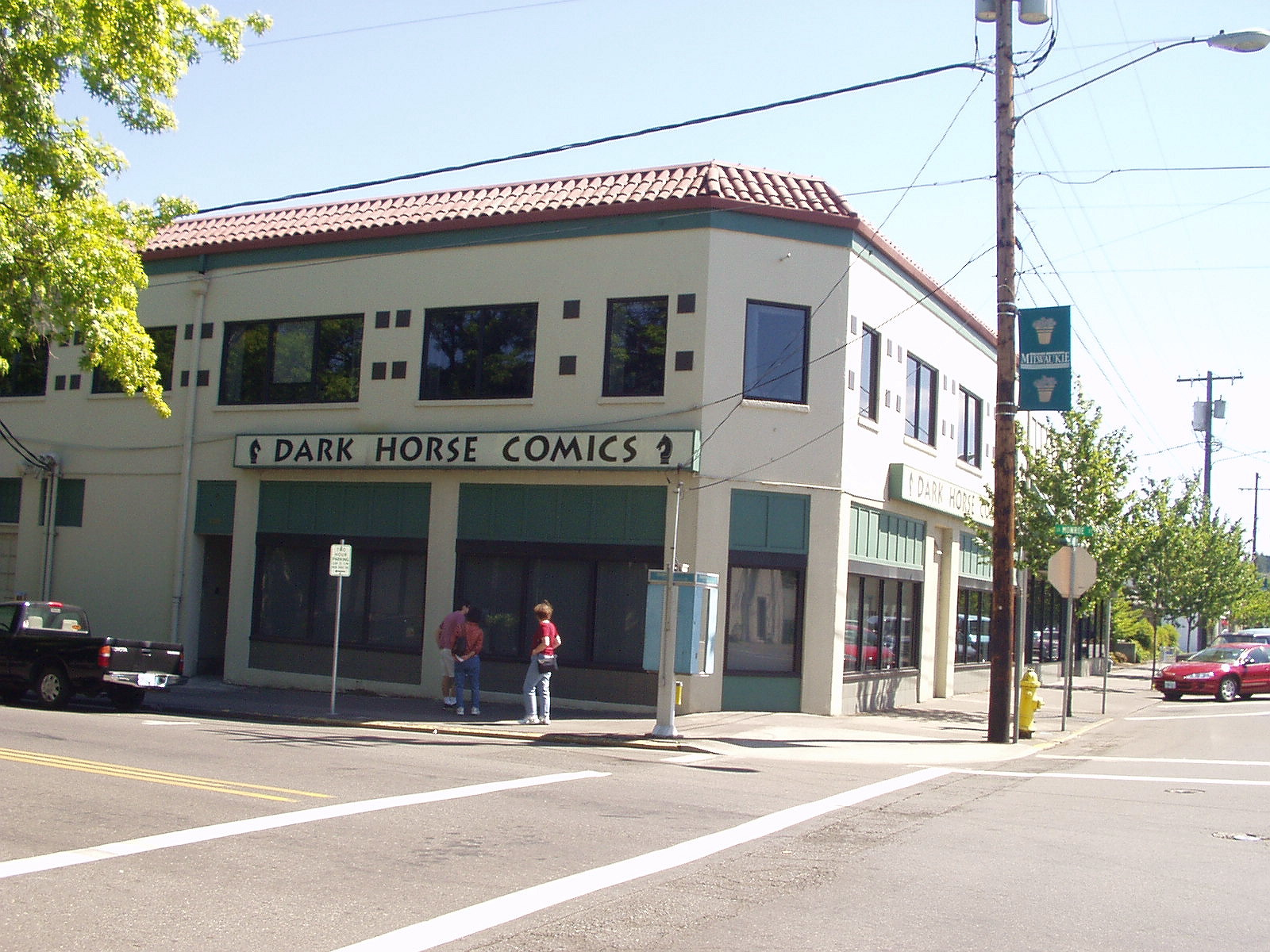
Der Sitz von Dark Horse Comics

Dark Horse Comics Inc. ist ein US-amerikanischer Comicverlag mit Firmensitz in 	Milwaukie, Oregon, der 1986 von Mike Richardson gegründet wurde. Neben amerikanischen Comics und lizenzierten Comics zu TV-Serien und Filmen veröffentlicht Dark Horse auch Übersetzungen japanischer Manga. Anders als die beiden größten amerikanischen Comicverlage, Marvel Comics und DC Comics, veröffentlicht Dark Horse auch „creator-owned“-Serien, bei denen die Rechte zu Figuren und Geschichten bei den jeweiligen Autoren und Zeichnern und nicht beim Verlag liegen.

## Unternehmensgeschichte
Im Juli 1986 erschien Dark Horse Presents #1, das erste Comic des neuen Verlags. Dark Horse Presents war eine Anthologieserie, die es auf 157 Ausgaben brachte, ehe sie 2000 eingestellt wurde. 1987 begann Dark Horse mit der Veröffentlichung von Paul Chadwicks Concrete, einer sehr erfolgreichen Serie die insgesamt 26 Eisner Awards gewinnen sollte.
Neben creator-owned Serien begann Dark Horse bald, Lizenzen populärer Film- und TV-Serien zu erwerben und darauf basierende Comics zu produzieren. Im Juli 1988 erschien Aliens, basierend auf den Alien-Filmen mit Sigourney Weaver. Ein Jahr darauf Alien vs. Predator, das in Folge 2004 als Film auf die Leinwand kam.
Anfang der 1990er Jahre konnte Dark Horse einige der bekanntesten Comicschaffenden verpflichten, Frank Miller und Dave Gibbons veröffentlichten Martha Washington: Give Me Liberty bei Dark Horse, Miller und Geof Darrow schufen Hard Boiled und Big Guy and Rusty the Boy Robot und Miller allein zeichnete verantwortlich für Sin City. Weiters brachte Matt Wagner seinen erfolgreichen Comic Grendel zu Dark Horse und Mike Mignola startete 1993 Hellboy. Auch der bekannte Zeichner John Byrne veröffentlichte bei Dark Horse. Byrnes Serie Next Men brachte es auf 30 Ausgaben.
Im Dezember 1991 konnte Dark Horse die Lizenzen für die Comicversionen des populären Star-Wars-Franchise gewinnen und veröffentlicht seitdem Star Wars Comics. Neben amerikanischen Comics bringt Dark Horse auch viele englische Übersetzungen populärer Manga heraus, so zum Beispiel Akira, Astro Boy, Blade of the Immortal, Ghost in the Shell, Lone Wolf & Cub und Oh My Goddess!.
Die ersten Verfilmungen von Dark Horse Comics erschienen 1994. Die Maske mit Jim Carrey und Timecop mit Jean-Claude Van Damme waren beide recht erfolgreich.
In der zweiten Hälfte der 1990er Jahre verpflichtete Dark Horse weitere Comicgrößen wie Stan Sakai, Sergio Aragonés und Art Adams. 1998 erschien Frank Millers 300, eine Nacherzählung des Kampfes von 300 Spartanern gegen ein riesiges Perserheer bei den Thermopylen. Im gleichen Jahr erwarb Dark Horse die Lizenz für Joss Whedons Buffy und verlegt seither Comics zur Serie. Whedon selbst schrieb 2001 eine achtteilige Miniserie namens Fray für Dark Horse, die in der Zukunft des Buffy-Universums angesiedelt war und arbeitet zurzeit mit anderen Autoren an einer achten Buffy-Staffel in Comicform.
Neben der seit 1998 laufenden Star-Wars-Serie legte Dark Horse 2003 die alten Star-Wars-Comics, die in den 1980er Jahren bei Marvel Comics erschienen waren, neu auf. Im gleichen Jahr startete Dark Horse mit Devil’s Footprint eine Horror-Comic-Reihe. 2004 wurde Hellboy verfilmt, und 2005 kam Sin City in die Kinos. 2007 lief dann erfolgreich 300 im Kino.
Im Jahr 2014 veröffentlichte Dark Horse den Graphic Novel 47 Rōnin – The Tale of the Loyal Retainers (ursprünglich erschienen als fünfteilige Mini-Serie), wobei das Skript von Mike Richardson, die Zeichnungen vom Schöpfer Usagi Yojimbos Stan Sakai, die Colorierung von Lovern Kindzierski und die Beschriftung von L. Lois Buhalis sowie Tom Orzechowski stammen. Der Comic erzählt die historische Geschichte einer blutigen Rache, die zu den Nationalmythen Japans gehört, aus der Sicht eines Mannes, der einen der Helden in Unkenntnis der Lage gescholten und gedemütigt hatte und nun aus Reue die Gräber der Rōnin besucht.
Im Dezember 2021 wurde Dark Horse vom schwedischen Medienkonzern und Hersteller von Computerspielen Embracer Group übernommen.

## Veröffentlichungen in deutscher Sprache
Die Veröffentlichungen von Dark Horse Comics in deutscher Sprache sind lückenhaft und bei verschiedenen Verlagen erschienen.
Die Buffy Comics erschienen bis zur #30 im Verlag Carlsen Comics. Star Wars erscheint bei Dino Comics, das mittlerweile Panini Comics gehört. Hellboy wurde bereits von einigen deutschen Verlagen veröffentlicht, nach Carlsen und EEE, deren Anläufe scheiterten, brachte zuletzt Cross Cult zum Filmstart eine Schwarz/weiß-Hardcoverausgabe der Hellboy-Sammelbände heraus. Sin City erschien ebenfalls auszugsweise bei Carlsen, danach bei Schreiber & Leser. Usagi Yojimbo von Stan Sakai wurde von Carlsen begonnen, aber nach wenigen Bänden beendet und an den Verlag Schwarzer Turm abgegeben. Es folgte eine Neuausgabe bei Cross Cult. Seit 2017 erschien Usagi Yojimbo bei Dantes Verlag in neuer Übersetzung. Auch 300, vormals bei Schreiber & Leser veröffentlicht, erscheint im Sommer 2006 bei Cross Cult. Einige Bände aus Matt Wagners Grendel-Universum erschienen bei Speed Comics. Martha Washington von Frank Miller und Dave Gibbons erschien bei Carlsen, Hard Boiled von Frank Miller & Geoff Darrow erschien bei Alpha Comics.